# Sobór Zmartwychwstania Pańskiego w Buenos Aires
Sobór Zmartwychwstania Pańskiego – prawosławny sobór w Buenos Aires, pełniący funkcje katedry eparchii południowoamerykańskiej Rosyjskiego Kościoła Prawosławnego poza granicami Rosji.

## Historia
Świątynia została wzniesiona po II wojnie światowej przez rosyjskich emigrantów, którzy znaleźli się w Argentynie. W 1948 została powołana eparchia południowoamerykańska Rosyjskiego Kościoła Prawosławnego poza granicami Rosji, której pierwszym ordynariuszem został biskup Pantelejmon (Rudyk). W pierwszych latach funkcjonowania rolę soboru pełniło wynajęte pomieszczenie. Działania na rzecz wzniesienia wolno stojącej cerkwi podjął następca biskupa Pantelejmona, biskup Joazaf (Skorodumow). Nie przyniosły one jednak rezultatów, gdyż sytuacja materialna rosyjskich wiernych Kościoła była zbyt trudna, by mogli oni zebrać środki na budowę soboru. Starania biskupa Joazafa kontynuował po jego śmierci biskup Atanazy (Martos). Projekt obiektu został wybrany drogą konkursu spośród prac nadesłanych przez rosyjskich architektów na emigracji w Ameryce Południowej. Komisja konkursowa, na czele z ordynariuszem eparchii, wybrała dwa plany, które skompilowano w jeden. Prace przy budowie cerkwi, w których osobisty udział wziął biskup, zakończono w 1958. W 1960 czynna już świątynia została konsekrowana.

## Architektura
Sobór jest budynkiem wkomponowanym w zabudowę ulicy Nunez, przy której się znajduje. Jest wzniesiony z białego kamienia, zaś jego sakralny charakter podkreślają trzy cebulaste, niebieskie kopuły zwieńczone złotymi krzyżami. We wnętrzu znajduje się dwurzędowy ikonostas oraz zespół innych ikon w ozdobnych drewnianych obramowaniach.